# NGC 7635
NGC 7635 es una nebulosa de emisión, una región H II, en la constelación de Casiopea, cerca del cúmulo abierto M52. Se ha originado por el viento estelar de la estrella central SAO 20575 (BD+60 2522), de magnitud aparente 8,7. Debido a su forma, se la llama también nebulosa de la Burbuja.

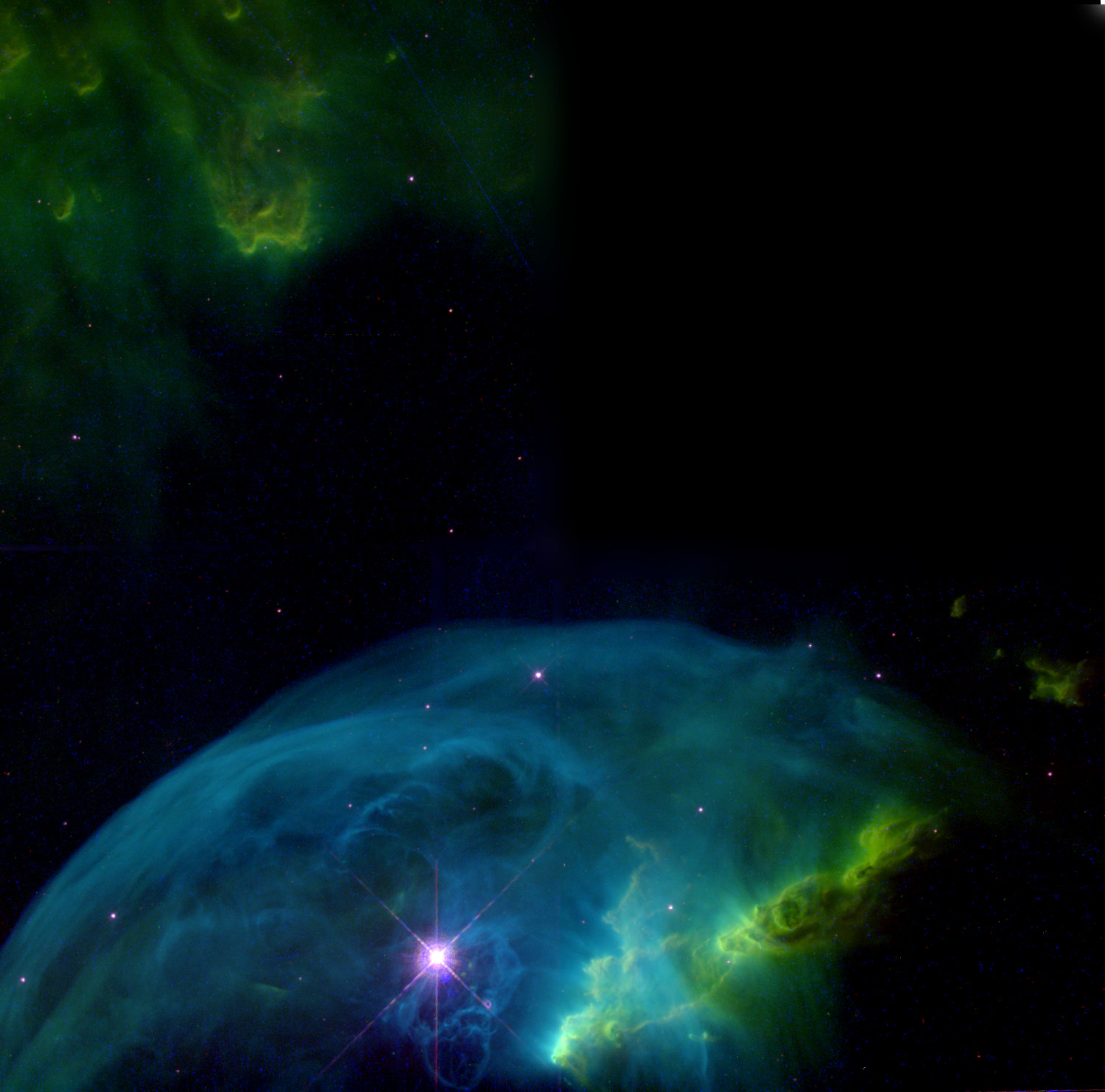
Imagen de NGC 7635

La forma de burbuja marcadamente esférica de NGC 7635 señala el límite entre el fuerte viento de partículas proveniente del interior de la estrella al chocar con el denso material circundante. La estrella central tiene entre 10 y 20 veces la masa solar y es la responsable de los vientos de 2000 km/s. La burbuja no es uniforme porque al expandirse encuentra regiones de gas frío de densidad diferente que frenan la expansión, lo que le confiere un aspecto ondulado. Estas diferencias del material que encuentra el viento es lo que ha hecho que la estrella no se encuentre en el centro.
Imágenes obtenidas con el telescopio espacial Hubble permiten observar a la derecha de la estrella una cresta de gas más denso. La zona inferior de esta cresta está más próxima a la estrella y por ello es más brillante. Sufre la radiación ultravioleta con mayor intensidad, y unido al fuerte viento, experimenta una fotoevaporación más intensa.
No existe unanimidad en cuanto a la distancia a la que se encuentra NGC 7635. Mientras que unas fuentes la sitúan a 7.100 años luz del sistema solar, otras señalan una distancia mayor, en torno a 11 000 años luz.